# Cratere Racah
Racah è un cratere lunare di 71,91 km situato nella parte sud-orientale della faccia nascosta della Luna.